# Narmonka (rejon tietiuski)
Narmonka (ros. Нармонка) – wieś (sieło) w Rosji, w Tatarstanie, w rejonie tietiuskim. W 2010 liczyła 206 mieszkańców.